# Pomniki przyrody w Toruniu

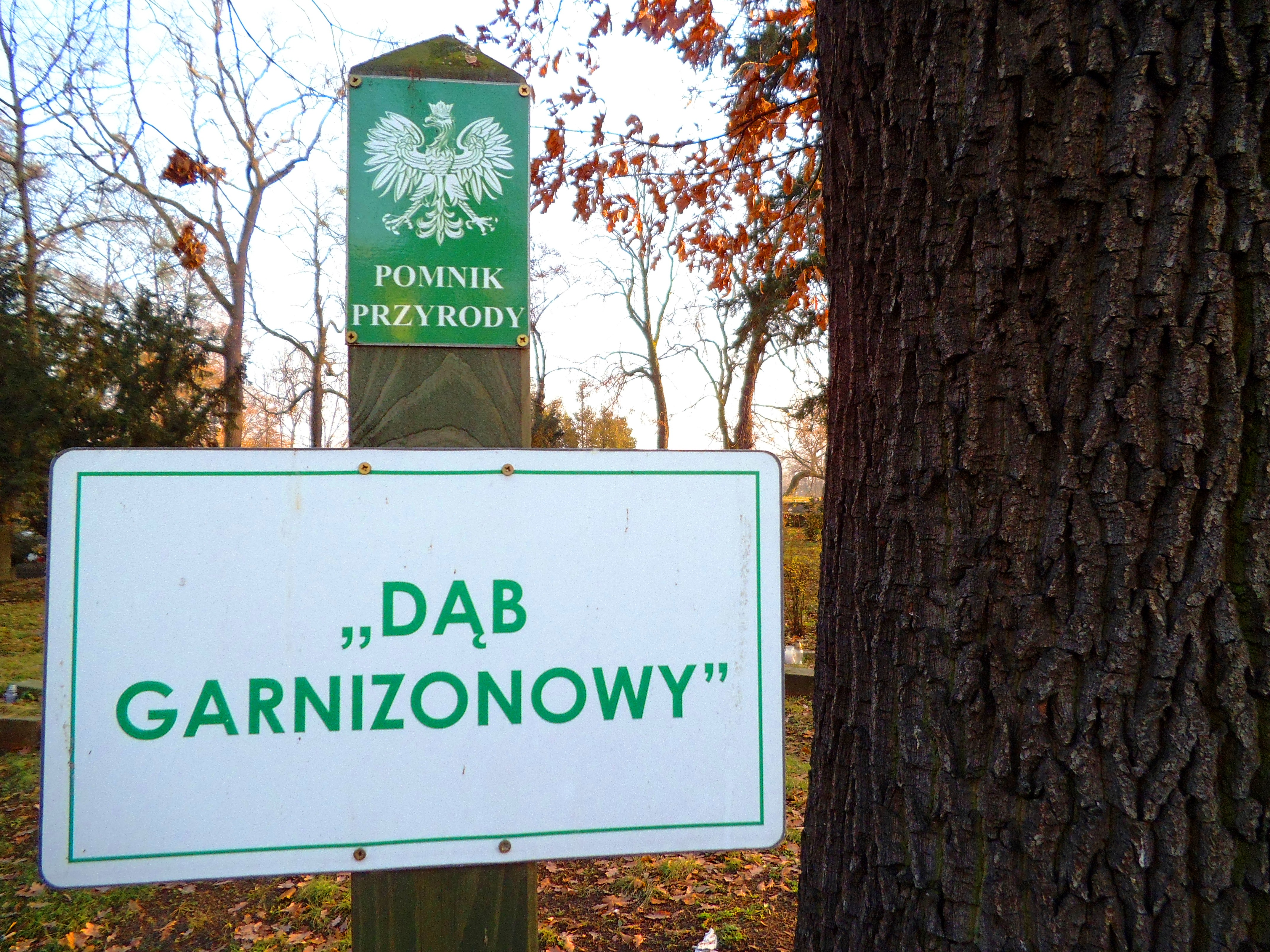
Pomnik przyrody "Dąb Garnizonowy" na terenie cmentarza garnizonowego

Pomniki przyrody w Toruniu – pomniki przyrody znajdujące się w granicach administracyjnych Torunia.
Na terenie miasta znajdują się 72 pomniki przyrody: 58 pojedynczych drzew, 13 grup drzew i jeden głaz narzutowy.
W strukturze gatunkowej przeważają dęby szypułkowe, następnie sosny, miłorzęby dwuklapowe, klony srebrzyste, klony jawory, graby zwyczajne, kasztanowce zwyczajne, leszczyny tureckie, dęby bezszypułkowe. Po jednej sztuce surmii, magnolii pośredniej, glediczji trójcierniowej, cypryśnik błotny, jesion wyniosły, lipa drobnolistna, wiąz polny, platan klonolistny, topola czarna, buk zwyczajny odm. czerwonej.
Na szczególną uwagę zasługują dęby przy ul. Winnica i Rudackiej, jesion na Kępie Bazarowej, topola przy ul. Dybowskiej, glediczja przy ul. Polnej, klony srebrzyste w Dolinie Marzeń, dąb ul. Podgórna 76 (pokrój) i głaz przy ul. Lipnowskiej. 
Pierwsze obiekty objęto ochrona w 1955 roku, a ostatnie w 2025. Największe skupiska pomników przyrody występują w Ogrodzie Zoobotanicznym, przy ul. Rudackiej i terenach zielonych wokół placu Rapackiego.
Na terenie miasta są zlokalizowane następujące pomniki przyrody (stan prawny na marzec 2025):

## Wykaz pomników przyrody w Toruniu
| Lp. | rodzaj pomnika                                                      | obwód                                          | wysokość                                      | lokalizacja | zdjęcie | rok uznania | wsp. geogr. |
| --- | ------------------------------------------------------------------- | ---------------------------------------------- | --------------------------------------------- | --- | ------- | ----------- | --- |
| 1.  | Drzewo – dąb szypułkowy                                             | 575 cm                                         | 14 m                                          | ul. Winnica 67 (skarpa wiślana) |         | 1955 (2014) | 53°01′09,2″N 18°38′43,6″E/53,019229 18,645446 |
| 2.  | Drzewo – dąb szypułkowy                                             | 453 cm                                         | 25 m                                          | ul. Dekerta 27/31 (Przedszkole Miejskie nr 5) |         | 1970(2016)  | 53°01′15,0″N 18°36′24,3″E/53,020823 18,606747 |
| 3.  | Drzewo – dąb szypułkowy                                             | 515 cm                                         | 20 m                                          | ul. Grunwaldzka (naprzeciwko posesji nr 63) |         | 1970(2016)  | 53°01′32,7″N 18°34′44,7″E/53,025745 18,579083 |
| 4.  | Drzewo - dąb szypułkowy „Pastor Heuer”                              | 335 cm                                         |                                               | ul. Grudziądzka 59-61A |         | 1970 (2022) | 53°01′18,5″N 18°36′40,5″E/53,021812 18,611251 |
| 5.  | Drzewo – dąb szypułkowy                                             | 418 cm                                         | 22 m                                          | ul. Letnia/A. Jabłońskiego |         | 1978        | 52°59′27,9″N 18°35′51,3″E/52,991071 18,597570 |
| 6.  | głaz narzutowy                                                      | 12,7 m                                         | 2,1 m                                         | ul. Lipnowska 46/50 (Kopalnia Złóż Plejstoceńskich), ul. gen. J. Dwernickiego, nieużytki                                                                   |         | 1980        | 52°59′50,9″N 18°38′40,5″E/52,997477 18,644596 |
| 7.  | Drzewo – dąb szypułkowy                                             | 597 cm                                         | 23 m                                          | ul. Rudacka 27 (cmentarz ewangelicki) |         | 1982 (2014) | 53°00′22,2″N 18°38′32,8″E/53,006167 18,642452 |
| 8.  | Drzew – dąb szypułkowy                                              | 484 cm                                         | 29 m                                          | ul. Podgórna 76, zaplecze kościoła parafii pw. Matki Boskiej Zwycięskiej                                                                                   |         | 1983        | 53°01′19,1″N 18°36′35,0″E/53,021967 18,609726 |
| 9.  | Drzewo – dąb szypułkowy                                             | 559 cm                                         | 24,5 m                                        | lasy komunalne, oddz. 22c (pomiędzy ulicą Rypińską a ulicą Grzybową; na wysokości nieruchomości przy ul. Rypińskiej 3-5)                                   |         | 1985        | 53°00′05,4″N 18°38′39,2″E/53,001513 18,644214 |
| 10. | Drzewo – dąb szypułkowy                                             | 371 cm                                         | 24 m                                          | ul. Wiązowa 7, od strony ul. Podgórnej |         | 1994        | 53°01′20,4″N 18°36′22,0″E/53,022346 18,606105 |
| 11. | Drzewo – dąb szypułkowy                                             | 405 cm                                         | 28 m                                          | park 100-lecia Powrotu Torunia do Wolnej Polski |         | 1994        | |
| 12. | Drzewo – sosna czarna                                               | 236 cm                                         | 17 m                                          | Ogród Zoobotaniczny |         | 1994        | 53°00′32,0″N 18°35′29,4″E/53,008879 18,591512 |
| 13. | Drzewo – platan klonolistny                                         | 422 cm                                         | 25 m                                          | Ogród Zoobotaniczny |         | 1994        | 53°00′33,4″N 18°35′28,4″E/53,009281 18,591215 |
| 14. | Skupisko drzew – 1 kasztanowiec biały i 12 dębów szypułkowych       | 340 cm (kasztanowiec), 261-408 cm (dęby)       | 17 m, 17-28 m                                 | park w okolicach Bielańskiego Dworu |         | 1994        | 53°01′37,3″N 18°34′41,8″E/53,027041 18,578268 |
| 15. | Drzewo – topola czarna                                              | 682 cm                                         | 26 m                                          | przy moście im. Piłsudskiego i ul. Dybowskiej |         | 1994        | 53°00′00,7″N 18°36′19,9″E/53,000191 18,605526 |
| 16. | Drzewo – dąb szypułkowy                                             | 468 cm                                         | 27 m                                          | ul. Rudacka 58 |         | 1994        | 53°00′16,7″N 18°39′01,9″E/53,004628 18,650525 |
| 17. | Skupisko drzew – 5 dębów szypułkowych                               | 286-412 cm                                     | 21-23 m                                       | pas drogowy i sąsiadujący z nim las komunalny przy ul. Rudackiej 40                                                                                        |         | 1994        | 53°00′19,6″N 18°38′46,3″E/53,005447 18,646189 |
| 18. | Drzewo – dąb szypułkowy                                             | 346 cm                                         | 19,5 m                                        | ul. Dwernickiego 46/50 |         | 1996        | 52°59′35,3″N 18°38′55,4″E/52,993134 18,648736 |
| 19. | Skupisko drzew – dąb bezszypułkowy, wiąz polny                      | 364 cm (dąb), 241 cm (wiąz)                    | 20 m, 22 m                                    | ul. Szosa Bydgoska 21, po wschodniej stronie oczyszczalni ścieków                                                                                          |         | 1996        | 53°00′49,6″N 18°32′34,8″E/53,013771 18,542992 |
| 20. | Drzewo - dąb bezszypułkowy                                          | 342 cm                                         | 17 m                                          | ul. Szosa Bydgoska 21, przy wjeździe do oczyszczalni ścieków                                                                                               |         | 1996        | 53°00′56,4″N 18°32′33,1″E/53,015680 18,542535 |
| 21. | Drzewo – dąb szypułkowy                                             | 336 cm                                         | 30 m                                          | al. 500-lecia Torunia (przy skrzyżowaniu z ulicą Chopina)                                                                                                  |         | 1996        | |
| 22. | Drzewo – dąb szypułkowy                                             | 368 cm                                         | 27,5 m                                        | Ogród Zoobotaniczny |         | 1996        | |
| 23. | Drzewo – dąb szypułkowy                                             | 415 cm                                         | 25 m                                          | ul. Legionów 53 |         | 1998        | 53°01′25,3″N 18°36′01,1″E/53,023687 18,600304 |
| 24. | Skupisko drzew – 2 dęby szypułkowe                                  | 358 cm, 320 cm                                 | 18 m, 20 m                                    | ul. Wybickiego 61-63 (w bezpośrednim sąsiedztwie bloku przy ul. Kołłątaja 31)                                                                              |         | 1998        | 53°01′31,2″N 18°35′53,3″E/53,025325 18,598134 |
| 25. | Drzewo – dąb szypułkowy                                             | 229 cm                                         | 15 m                                          | ul. Kołłątaja 12 |         | 1998        | 53°01′26,2″N 18°35′57,4″E/53,023941 18,599268 |
| 26. | Drzewo – dąb szypułkowy                                             | 430 cm                                         | 24 m                                          | leśn. Wrzosy oddz. 147, ul. Pawia 39-51 |         | 1998        | |
| 27. | Drzewo – dąb szypułkowy                                             | 490 cm                                         | 25 m                                          | ul. Włocławska 241-249; leśn. Rudak oddz. 25 (Czerniewice), skarpa za Zespołem Szkół nr 34                                                                 |         | 1998        | 52°58′44,4″N 18°41′07,6″E/52,978995 18,685439 |
| 28. | Drzewo – cypryśnik błotny                                           | 226 cm                                         | 18 m                                          | nad stawem w Dolinie Marzeń przy Placu Rapackiego |         | 2006        | 53°00′30,6″N 18°35′59,4″E/53,008513 18,599836 |
| 29. | Drzewo – klon srebrzysty                                            | 327 cm                                         | 15 m                                          | na skwerze w Dolinie Marzeń |         | 2006        | |
| 30. | Drzewo - klon srebrzysty                                            | 396 cm                                         | 20 m                                          | na skwerze w Dolinie Marzeń |         | 2006        | |
| 31. | Drzewo - klon srebrzysty                                            | 415 cm                                         | 22 m                                          | na skwerze w Dolinie Marzeń |         | 2006        | |
| 32. | Drzewo – buk zwyczajny odm. purpurowa                               | 279 cm                                         | 15 m                                          | Ogród Zoobotaniczny ul. Bydgoska 7 |         | 2006        | 53°00′30,7″N 18°35′27,9″E/53,008527 18,591072 |
| 33. | Skupisko drzew – 3 miłorzęby dwuklapowe                             | 171, 137 i 180/71 cm                           | 15, 15 i 8 m                                  | Ogród Zoobotaniczny ul. Bydgoska 7 |         | 2006        | 53°00′33,4″N 18°35′25,5″E/53,009265 18,590416 |
| 34. | Drzewo – dąb szypułkowy                                             | 324 cm                                         | 30 m                                          | Ogród Zoobotaniczny ul. Bydgoska 7 |         | 2006        | |
| 35. | Drzewo – dąb szypułkowy                                             | 349 cm                                         | 32 m                                          | Ogród Zoobotaniczny ul. Bydgoska 7 |         | 2006        | |
| 36. | Drzewo – dąb szypułkowy "Wiktor"                                    | 584 cm                                         | 30 m                                          | leśn. Łysomice, obr.l. Olek, oddz. 196 g, dz.nr ew. 1, obr. 41                                                                                             |         | 2007        | 53°03′54,4″N 18°39′30,7″E/53,065104 18,658532 |
| 37. | Skupisko drzew – 6 dębów szypułkowych "Dęby Barbary"                | 298 cm, 179 cm, 287 cm, 273 cm, 310 cm, 267 cm | 11 m, 11 m, 12 m, 12 m, 13 m, 12 m            | Osada Leśna Barbarka ul. Przysiecka 13, dz. nr ew. 16/4, obr. 25.                                                                                          |         | 2007        | 53°03′18,6″N 18°32′27,7″E/53,055175 18,541033 |
| 38. | Skupisko drzew – 2 kasztanowce zwyczajne                            | 280 cm i 336 cm                                | 19 m i 20 m                                   | przy Centrum Sztuki Współczesnej (za pomnikiem Ojca Świętego Jana Pawła II) przy ul. Wały Gen. Wł. Sikorskiego 1-13/Al. J. Pawła II 9, dz. nr ew. 2 obr.14 |         | 2008        | |
| 39. | Skupisko drzew – 6 dębów szypułkowych "Dęby 775-lecia Torunia"      | 257 cm, 311 cm, 254 cm, 265 cm, 305 cm, 274 cm | 30 m, 29 m, 28 m, 26 m, 25 m i 25 m           | ul. Chopina / Al. 500-lecia Torunia, dz. nr ew. 312/1 i 312/2, obr. 13                                                                                     |         | 2008        | 53°00′34,7″N 18°35′49,0″E/53,009630 18,596949 |
| 40. | Drzewo – dąb szypułkowy "Zbyszko"                                   | 377 cm                                         | 29 m                                          | teren Lasów Miejskich, ul. Sz. Okrężna 108-120/Polna 2/H. Morycińskiego 25-31, dz nr ew. 7, obr.34                                                         |         | 2008        | |
| 41. | Drzewo – lipa drobnolistna "Lipa Rabina Kaliszera"                  | 289 cm                                         | 22 m                                          | cmentarz żydowski, ul. Pułaskiego 18-22 |         | 2009        | 53°01′00,5″N 18°37′42,8″E/53,016795 18,628568 |
| 42. | Drzewo – dąb szypułkowy "Dąb Astronomii"                            | 333 cm                                         | 27 m                                          | przy fontannie Cosmopolis, skwer im. Lucjana Broniewicza                                                                                                   |         | 2009        | 53°00′36,4″N 18°36′01,0″E/53,010107 18,600265 |
| 43. | Skupisko drzew – 3 dęby szypułkowe "Dęby Kazimierz, Ludmiła i Olga" | 421, 320 i 244 cm                              |                                               | ul. Inowrocławska 1 |         | 2010        | 52°59′25,6″N 18°35′39,1″E/52,990433 18,594205 |
| 44. | Drzewo – dąb szypułkowy "Dąb Stanisława Duszyńskiego"               | 308 cm                                         | 23 m                                          | ul. Szosa Bydgoska 15 (Fundacja Ducha na Rzecz Rehabilitacji Naturalnej Ludzi Niepełnosprawnych)                                                           |         | 2010        | 53°00′46,8″N 18°33′30,6″E/53,013011 18,558503 |
| 45. | Skupisko drzew – 2 leszczyny tureckie                               | 185 i 195 cm                                   |                                               | ul. Uniwersytecka 2-8, zieleniec przy przystanku tramwajowym                                                                                               |         | 2014        | 53°00′53,3″N 18°36′22,4″E/53,014809 18,606225 |
| 46. | Drzewo – dąb szypułkowy "Dąb Garnizonowy"                           | 349 cm                                         | 25 m                                          | ul. Grudziądzka 22-30, cmentarz komunalny nr 1 |         | 2014        | 53°01′03,8″N 18°36′27,9″E/53,017715 18,607751 |
| 47. | Drzewo – dąb szypułkowy "Dąb św. Franciszka"                        | 327 cm                                         | 23 m                                          | schronisko dla zwierząt, ul. Przybyszewskiego 3-5 |         | 2014        | 53°00′29,6″N 18°34′07,9″E/53,008236 18,568873 |
| 48. | Drzewo – dąb szypułkowy                                             | 362 cm                                         | 25 m                                          | ul. Kościuszki 24-26 |         | 2014        | 53°01′22,9″N 18°36′57,3″E/53,023014 18,615926 |
| 49. | Drzewo – dąb szypułkowy                                             | 376 cm                                         |                                               | las miejski, ul. Podgórska 22 |         | 2014        | 53°00′07,0″N 18°38′15,9″E/53,001945 18,637755 |
| 50. | Drzewo – kasztanowiec zwyczajny "Jeżyk"                             | 323 cm                                         | 20 m                                          | ul. Łąkowa 13, SP nr 6 |         | 2014        | 53°01′32,9″N 18°36′49,9″E/53,025801 18,613869 |
| 51. | Skupisko drzew – 3 sosny pospolite „Trzy Zorze”                     | 320, 195 i 210 cm                              |                                               | ul. Pawia |         | 2018        | 53°03′04,5″N 18°34′08,8″E/53,051256 18,569115 |
| 51. | Skupisko drzew – 3 sosny pospolite „Trzy Zorze”                     | 320, 195 i 210 cm                              |                                               | ul. Pawia |         | 2018        | 53°03′04,5″N 18°34′08,8″E/53,051256 18,569115 |
| 51. | Skupisko drzew – 3 sosny pospolite „Trzy Zorze”                     | 320, 195 i 210 cm                              |                                               | ul. Pawia |         | 2018        | 53°03′04,5″N 18°34′08,8″E/53,051256 18,569115 |
| 52. | Drzewo – dąb szypułkowy „Konrad Wallenrod”                          | 412 cm                                         | 28 m                                          | ul. Rypińska 4 |         | 2018        | 53°00′02,8″N 18°38′42,0″E/53,000769 18,644998 |
| 53. | Skupisko drzew – 2 dęby szypułkowe „Lel i Polel”                    | 380 i 315 cm                                   |                                               | ul. Szosa Lubicka 188 |         | 2018        | 53°01′48,5″N 18°42′06,5″E/53,030142 18,701804 |
| 53. | Skupisko drzew – 2 dęby szypułkowe „Lel i Polel”                    | 380 i 315 cm                                   | 53°01′41,5″N 18°42′11,4″E/53,028199 18,703174 | ul. Szosa Lubicka 188 |         | 2018        | |
| 54. | Drzewo - dąb szypułkowy „Lajosz”                                    | 446 cm                                         | 32 m                                          | ul. Letnia/R. Galona |         | 2022        | 52°59′27,4″N 18°35′55,7″E/52,990936 18,598816 |
| 55. | Skupisko drzew - 4 dęby szypułkowe                                  | 293, 330, 352, 393 cm                          |                                               | las pomiędzy ul. Relaksową 1 - 5, Spacerową 14 i Włocławską 241 - 249                                                                                      |         | 2022        | 52°58′44,0″N 18°41′15,4″E/52,978900 18,687600 52°58′45,1″N 18°41′14,6″E/52,979200 18,687400 52°58′46,2″N 18°41′15,0″E/52,979500 18,687500 52°58′47,3″N 18°41′14,3″E/52,979800 18,687300 |
| 56. | Drzewo dąb szypułkowy „Johann”                                      | 332 cm                                         |                                               | Ogród Zoobotaniczny, ul Bydgoska 7 |         | 2023        | 53°00′32,0″N 18°35′20,4″E/53,008900 18,589000 |
| 57. | Drzewo grab zwyczajny „Melania”                                     | 248 cm                                         |                                               | Kępa Bazarowa |         | 2023        | 53°00′19,4″N 18°36′55,4″E/53,005400 18,615400 |
| 58. | Drzewo grab zwyczajny „Stanisław”                                   | 290 cm                                         |                                               | Kępa Bazarowa |         | 2023        | 53°00′19,8″N 18°36′56,5″E/53,005500 18,615700 |
| 59. | Drzewo jesion wyniosły „Antoni”                                     | 435 cm                                         |                                               | Kępa Bazarowa |         | 2023        | 53°00′19,4″N 18°36′58,0″E/53,005400 18,616100 |
| 60. | Drzewo dąb szypułkowy „Sultan”                                      | 347 cm                                         |                                               | Park Glazja |         | 2023        | 53°00′52,2″N 18°37′26,0″E/53,014500 18,623900 |
| 61. | Drzewo klon jawor „Jacobi”                                          | 284 cm                                         |                                               | Park Glazja |         | 2023        | 53°00′52,2″N 18°37′28,6″E/53,014500 18,624600 |
| 62. | Drzewo klon jawor „Weese”                                           | 292 cm                                         |                                               | Park Glazja |         | 2023        | 53°00′52,2″N 18°37′29,3″E/53,014500 18,624800 |
| 63. | Drzewo klon jawor „Thomas”                                          | 261 cm                                         |                                               | Park Glazja |         | 2023        | 53°00′51,5″N 18°37′28,9″E/53,014300 18,624700 |
| 64. | Drzewo - dąb szypułkowy „Łukasz”                                    | 450 cm                                         |                                               | ul. Rudacka 69 |         | 2025        | 53°00′19,4″N 18°39′07,6″E/53,005400 18,652100 |
| 65. | Drzewo - dąb szypułkowy „Dąb mieszkańców Kaszczorka”                | 428 cm                                         |                                               | ul. Królewny Śnieżki, przy drodze |         | 2025        | 53°00′49,5″N 18°42′02,3″E/53,013763 18,700627 |
| 66. | Drzewo - dąb szypułkowy „Helena Grossówna”                          | 303 cm                                         |                                               | ul. Łokietka, przy drodze |         | 2025        | 53°01′49,4″N 18°37′38,6″E/53,030400 18,627400 |
| 67. | Drzewo - dąb szypułkowy „Jan Ruchniewicz”                           | 432 cm                                         |                                               | ul. Łokietka, przy drodze |         | 2025        | 53°01′49,1″N 18°37′38,6″E/53,030300 18,627400 |
| 68. | Drzewo - dąb szypułkowy „Prezydent Leon Raszeja”                    | 306 cm                                         |                                               | ul. Osiedlowa 45, las |         | 2025        | 53°01′43,7″N 18°34′29,3″E/53,028800 18,574800 |
| 69. | Drzewo - dąb szypułkowy „Konsul Jerzy Bańkowski”                    | 336 cm                                         |                                               | ul. Osiedlowa 45, las |         | 2025        | 53°01′43,7″N 18°34′36,8″E/53,028800 18,576900 |
| 70. | Drzewo - glediczja trójcierniowa „Marian Sydow”                     | 257 cm                                         |                                               | ul. Polna, przy drodze |         | 2025        | 53°02′04,2″N 18°34′36,8″E/53,034500 18,576900 |
| 71. | Drzewo trójpienne- magnolia pośrednia „Kazimiera Żuławska”          | 55/45/70 cm                                    |                                               | ul. Bydgoska, przy drodze |         | 2025        | 53°00′36,7″N 18°35′09,6″E/53,010200 18,586000 |
| 72. | Drzewo - surmia „Anna Schiling”                                     | 244 cm                                         |                                               | ul. Al. św. Jana Pawła II, skwer Dolina Marzeń |         | 2025        | 53°00′30,6″N 18°35′52,4″E/53,008500 18,597900 |

- zapis 380/71 oznacza drzewo dwupienne

## Zniesione pomniki przyrody
| Nr | Lokalizacja                                                                                | Forma                      | Nazwa                        | Obwody przy zniesieniu [cm] | Rok powołania | Rok zniesienia | Zdjęcie |
| 1. | Ogród Zoobotaniczny, ul Bydgoska 7                                                         | pojedyncze drzewo          | leszczyna turecka            | 232                         | 2006          | 2018           |         |
| 2. | ul. Wiązowa                                                                                | pojedyncze drzewo          | wiąz szypułkowy              | ok. 320                     | 1993          | 2022           |         |
| 3. | Ogród Zoobotaniczny, ul. Bydgoska 7                                                        | pojedyncze drzewo          | buk zwyczajny odm. purpurowa | 195/164                     | 2006          | 2023           |         |
| 4. | las komunalny ul. Rudacka 40                                                               | grupa drzew                | dąb szypułkowy               | 278                         | 1994          | 2014           |         |
| 5. | ul. Włocławska 241-249; leśn. Rudak oddz. 25 (Czerniewice), skarpa za Zespołem Szkół nr 34 | grupa drzew                | dąb szypułkowy               | b.d.                        | 1998          | 2014           |         |
| 6. | Osada Leśna Barbarka ul. Przysiecka 13, dz. nr ew. 16/4, obr. 25.                          | grupa drzew "Dęby Barbary" | dąb szypułkowy               | 248 cm                      | 2007          | 2014           |         |